# Faisalabad
Faisalabad (فیصل آباد ) is een stad in het gelijknamige district in de provincie Punjab in Pakistan. Faisalabad is de derde stad van Pakistan met een bevolking van 3,7 miljoen in 2023. Het gehele district heeft 9,1 miljoen inwoners.
De stad vormt een belangrijk industrieel centrum binnen de Punjab ten westen van Lahore. Het stadsdistrict van Faisalabad wordt in het noorden begrensd door de districten van Gujranwala en Sheikhupura, in het oosten door het district Sahiwal, in het zuiden door het district van Toba Tek Singh en in het westen door het district Jhang.

## Geschiedenis
De stad werd in 1880 gesticht door de Britse luitenant-gouverneur van de Punjab, Sir Charles James Lyall, die haar naar zichzelf vernoemde: Lyallpur. Voordat de Britten er een stedelijk gebied van maakten, lagen er meerdere dorpen. Het regende er soms wekenlang niet en als het regende, verdween het water binnen de kortste tijd in de grond. Door de aanleg van meerdere irrigatiekanalen werd de landbouw er mogelijk. Na de stichting van de stad werden mensen naar de stad gelokt met de belofte dat ze er land konden krijgen als ze er gingen werken. Hierdoor groeide de stad snel.
Het stadscentrum van Lyallpur werd ontworpen door kapitein Poham Young, die de Union Jack imiteerde door de aanleg van 8 wegen, die zich radiaalsgewijs uitstrekten vanuit een centraal plein met een grote klokkentoren naar acht verschillende bazaars. De stad groeide verder door de aanleg van een spoorlijn tussen Wazirabad en Lyallpur in 1895. In 1902 woonden 4000 mensen in de stad. De stad wordt ook wel het "Manchester van Pakistan" genoemd vanwege haar industriële activiteit.
In 1977 werd de stad hernoemd tot Faisalabad, naar koning Faisal van Saoedi-Arabië. In 1985 werd de stad onderverdeeld in de stadsdistricten Faisalabad, Jhang en Toba Tek Singh.

## Vervoer
10 kilometer buiten het stadscentrum ligt de internationale luchthaven Faisalabad, waarvandaan naast Pakistan International Airlines ook verschillende andere luchtvervoerders vliegen.
Er bevindt zich een netwerk van publieke bussen in de stad en er rijden veel riksja's, autoriksja's en taxi's rond.
De stad heeft een centraal spoorwegstation, waarvandaan treinen rijden op alle grote steden en een aantal kleinere plaatsen in Pakistan.

## Religie
De stad wordt overwegend bevolkt door moslims. Er is een kleine minderheid van hindoes en christenen. De stad is sinds 1960 de zetel van een rooms-katholiek bisdom.